# Sidoluhur (Ketapang)
Sidoluhur is een bestuurslaag in het regentschap Lampung Selatan van de provincie Lampung, Indonesië. Sidoluhur telt 1352 inwoners (volkstelling 2010).